# Gnetum microcarpum
Gnetum microcarpum — вид голонасінних рослин класу гнетоподібних.

## Поширення, екологія
Країни проживання: Індонезія (Суматра); Малайзія (півострів Малайзія); М'янма; Таїланд. Був знайдений у відкритих узліссях і під пологом вторинних лісів, на схилах пагорбів і в пустках лісу. Інформація припускає, що вид терпить відкрите сонячне світле. Зустрічається на висотах від близько до рівня моря до 2000 м, найвищої гори півострова Малакка.

## Загрози та охорона
Головною загрозою є втрата середовища проживання в результаті перетворення лісів в плантації товарних культур, таких як гумові та олійні пальми. Відомий з двох охоронних територій на Малайському півострові, широкий національний парк Таман Негара і менший лісовий заповідник Гунунг Джерай.